# Megatrupes fisheri
Megatrupes fisheri is een keversoort uit de familie mesttorren (Geotrupidae). De wetenschappelijke naam van de soort werd in 1967 gepubliceerd door Henry Fuller Howden.